# Armavia

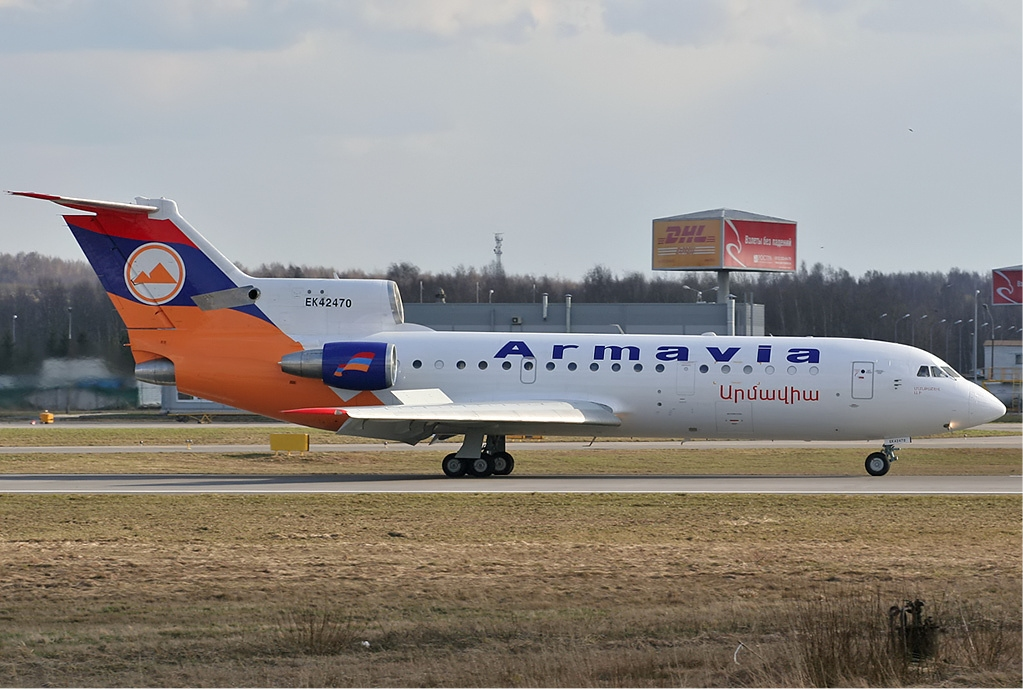
Jak-42 linii Armavia

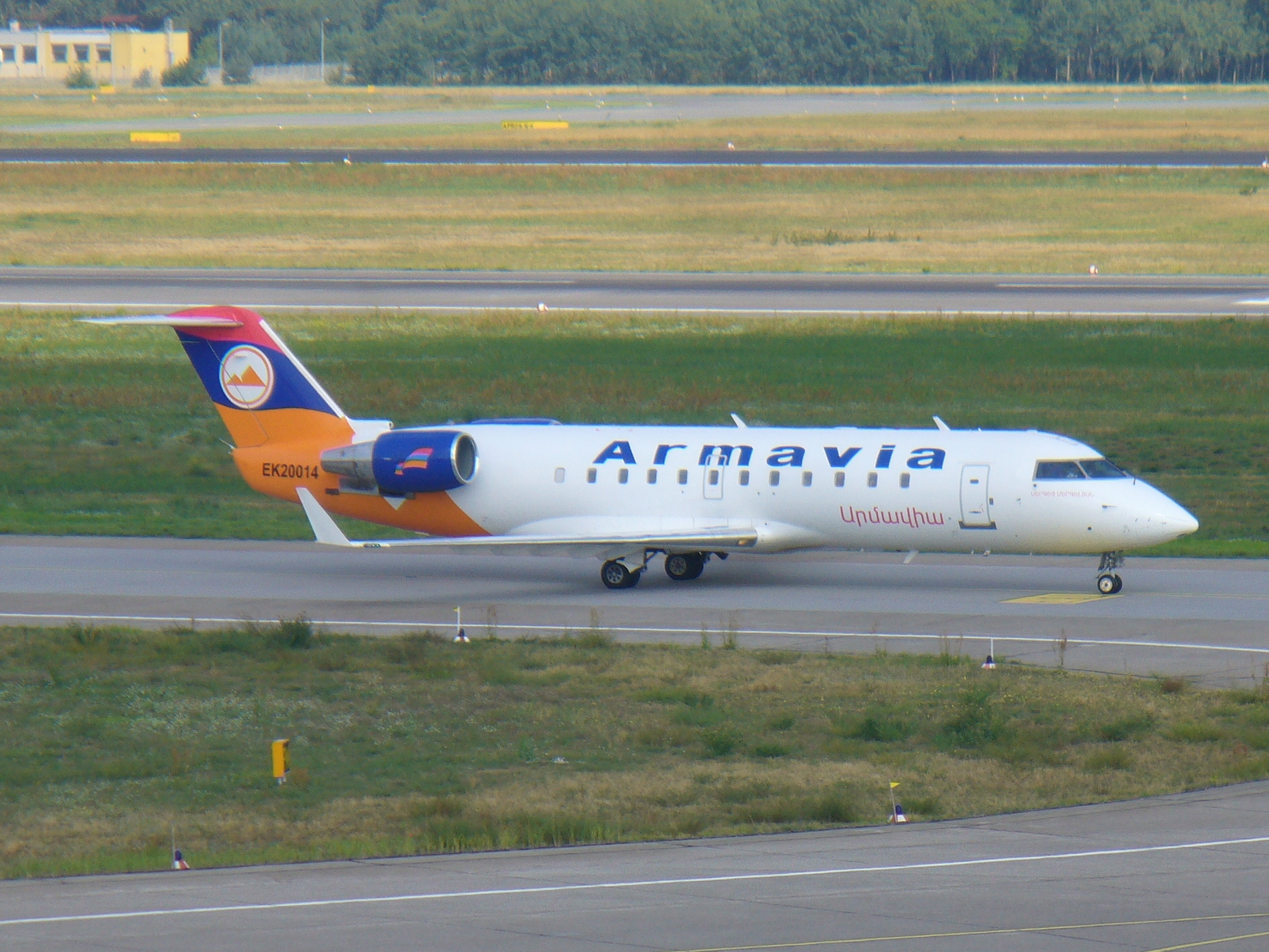
Bombardier Canadair Regional Jet CRJ-200 linii Armavia

Armavia – armeńskie narodowe linie lotnicze z siedzibą w Erywaniu założone w 1996 roku. Obsługiwały połączenia do Europy, Rosji i na Bliski Wschód. Głównym węzłem był port lotniczy Erywań. 1 kwietnia 2013 zakończyły wykonywanie operacji lotniczych. 
W ostatnim roku działalności we flocie linii znajdowały się samoloty Airbus A319, Airbus A320, Boeing 737-500, Jak-42, Suchoj SuperJet 100 i Bombardier Canadair Regional Jet CRJ-200. 

## Porty docelowe

### Azja
- Armenia
  - Erywań (port lotniczy Erywań) węzeł
- Izrael
  - Tel Awiw-Jafa (port lotniczy Tel Awiw-Ben Gurion)
- Liban
  - Bejrut (port lotniczy Bejrut)
- Zjednoczone Emiraty Arabskie
  - Dubaj (port lotniczy Dubaj)

### Europa
- Francja
  - Paryż (port lotniczy Paryż-Roissy-Charles de Gaulle)
- Grecja
  - Ateny (port lotniczy Ateny)
- Niemcy
  - Frankfurt (port lotniczy Frankfurt)
- Rosja
  - Mineralne Wody (port lotniczy Mineralne Wody)
  - Moskwa
    - (port lotniczy Moskwa-Domodiedowo)
    - (port lotniczy Moskwa-Wnukowo)

  - Niżny Nowogród (port lotniczy Niżny Nowogród)
  - Nowosybirsk (port lotniczy Nowosybirsk-Tołmaczowo)
  - Rostów nad Donem (port lotniczy Rostów nad Donem)
  - Petersburg (port lotniczy Petersburg-Pułkowo)
  - Samara (port lotniczy Samara)
  - Soczi (port lotniczy Soczi-Adler)
  - Stawropol (port lotniczy Stawropol-Szpakowskoje)
  - Władykaukaz (port lotniczy Władykaukaz-Biesłan)
- Turcja
  - Stambuł (port lotniczy Stambuł-Atatürk)
- Ukraina
  - Kijów (port lotniczy Kijów-Boryspol)